# Megaselia antennula
Megaselia antennula är en tvåvingeart som beskrevs av Rudolf Beyer 1965. Megaselia antennula ingår i släktet Megaselia och familjen puckelflugor. Inga underarter finns listade i Catalogue of Life.